# Геј стрејт алијанса
Геј стрејт алијанса (енгл. Gay-straight alliance) је уобичајни назив за ученичке и студентске организације у северноамеричким средњим школама и универзитетима, које имају за циљ да осигурају безбедно окружење за ЛГБТ младе и њихове „стрејт“ савезнике (ЛГБТА).
Циљ већине, ако не и свих геј стрејт алијанси, је да учине школу безбедном и пријатељском за све студенте без обзира на сексуалну оријентацију или родни идентитет. Оне учествују у националним кампањама за подизање свести, као што су „Дан тишине“, „Национални каминг аут дан“ као и у локалним кампањама. Многе геј стрејт алијансе раде са локалним одељцима Геј, лезбијске и стрејт образовне мреже (енгл. Gay, Lesbian and Straight Education Network; GLSEN) или организацијама на нивоу савезних држава као што су ГСА мреже. Регистровани број геј стрејт алијанси код ГЛСЕН-а је 2008. године износио преко 4.000. Само у Калифорнији је било регистровано преко 762 геј стрејт алијансе, на више од 50% средњих школа у држави. Више од половине савезних држава имају једну или више организација на нивоу државе, које раде са геј стрејт алијансама.
Прва геј стрејт алијанса је основана 1988, у Конкорду на Академији Конкорда. Основао ју је Кевин Џенингс, творац и председник Геј, лезбијске и стрејт образовне мреже. Прва геј стрејт алијанса у јавној школи је основана у средњој школи „Њутн Саут“, а основао ју је наставник Роберт Парлин.
Неколико универзитета је покушало да забрани рад геј стрејт алијанси. Један од најпознатијих примера је Универзитет Туоро, који је у септембру 2006. покушао да угаси геј стрејт алијансу укинувши јој финансирање. Након протеста и притиска од стране Одбора супервизора Сан Франциска, органи универзитета су поништили своју одлуку.
Изван САД, геј стрејт алијансе се формирају у Канади, Холандији, Уједињеном Краљевству, Бугарске и Мексику.